# Onésimo Cepeda Silva
Onésimo Cepeda Silva (Cidade de México, no México, 25 de março de 1937 - Ecatepec de Morelos, 31 de janeiro de 2022) foi um prelado católico mexicano.
Cepeda Silva foi ordenado sacerdote em 1970 em Cuernavaca.
Foi nomeado pelo Papa João Paulo II como Bispo de Ecatepec que foi criado na mesma época, em 1995. A consagração episcopal foi realizada pelo Núncio Apostólico no México, Arcebispo Girolamo Prigione, em 12 de agosto de 1995, na Catedral de Ecatepec; co-consagrantes foram Manuel Pérez-Gil y González, Arcebispo de Tlalnepantla, e Luis Reynoso Cervantes, Bispo de Cuernavaca. O Papa Bento XVI concedeu seu pedido de renúncia relacionado à idade em 2012.
Cepeda Silva morreu em 31 de janeiro de 2022 na Cidade do México de covid-19, aos 84 anos.